# 35–51 Hamilton Drive

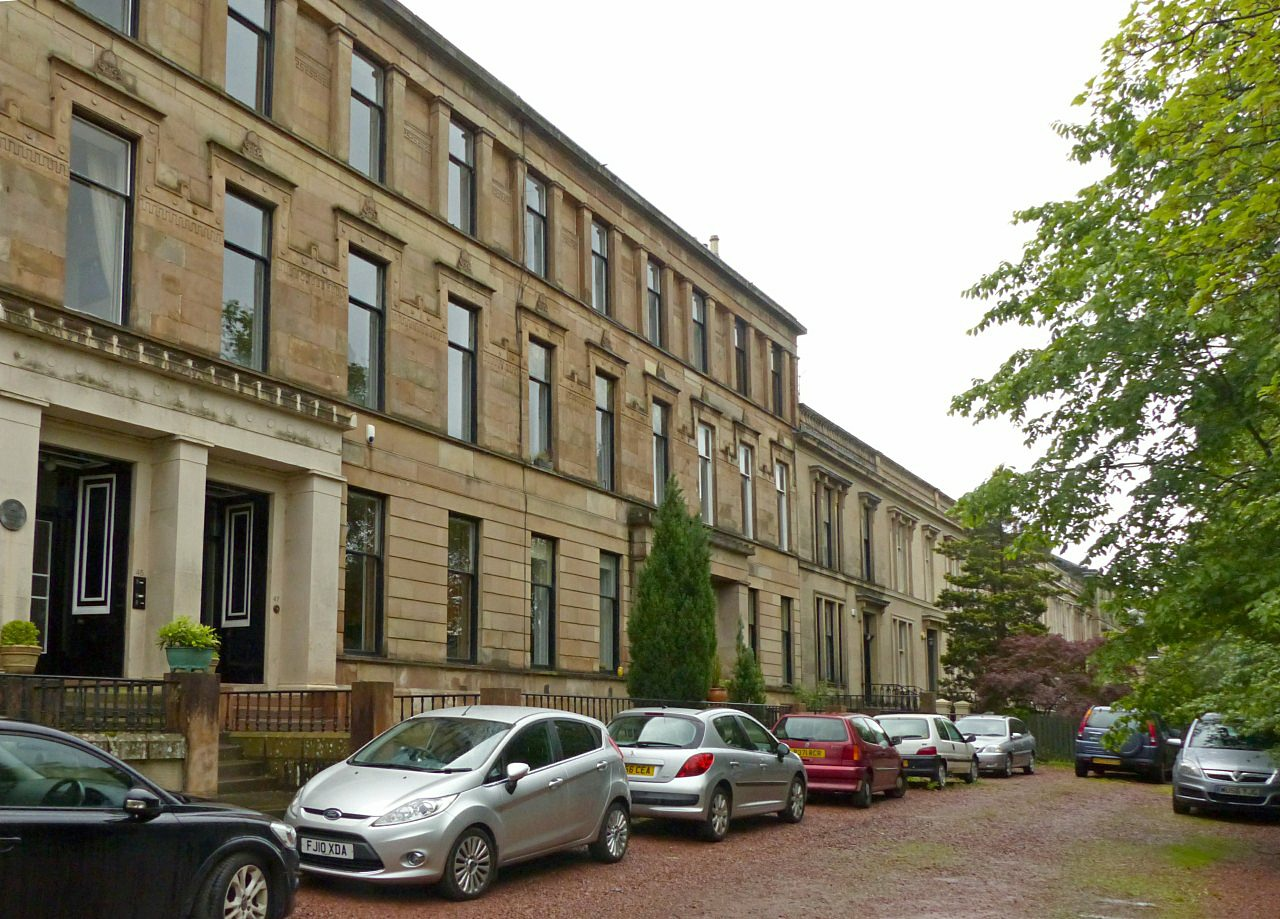
35–51 Hamilton Drive

Unter der Adresse 35–51 Hamilton Drive, auch 1–9 Northpark, in der schottischen Stadt Glasgow befindet sich eine Wohngebäudezeile. 1970 wurde das Bauwerk in die schottischen Denkmallisten in der höchsten Denkmalkategorie A aufgenommen.

## Beschreibung
Die dreistöckige Gebäudezeile steht am Hamilton Drive abseits der Great Western Road (A82) nordwestlich des Glasgower Stadtzentrums. Rückwärtig erstreckt sich die Gebäudezeile 1–16 Buckingham Terrace. Den Entwurf im klassizistischen Greek-Revival-Stil lieferte der schottische Architekt Alexander Thomson. Die Gebäudezeile entstand zwischen 1863 und 1865. Ende des 20. Jahrhunderts wurde sie in drei Fachpublikationen thematisiert. Am Standort befand sich zuvor das Northpark House, weshalb auch die Adressbezeichnung 1–9 Northpark gängig ist.
Die Gebäudezeile besteht aus spiegelsymmetrisch angeordneten, gleichförmigen Häusern, deren nordexponierte Frontfassaden jeweils drei Achsen weit sind. Das Mauerwerk aus polierten Quadersteinen ist im Bereich des Erdgeschosses rustiziert. Die auf den äußeren Achsen liegenden Eingangsbereiche benachbarter Häuser sind gruppiert. Sie sind mit Pilastern gestaltet, die ein Gebälk mit Scheibenfries, Antefixen und Akroterien tragen. Schlichte Fenstergesimse sowie ein Fries gliedern die Fassade horizontal. Die bekrönenden Gesimse der Fenster des ersten Obergeschosses sind mit Palmetten bestanden. Pilaster flankieren die Fenster des zweiten Obergeschosses. Die Fassade schließt mit einem schlichten Kranzgesimse.